# Johannes Odendahl
Johannes Odendahl (* 1968 in Kerken) ist ein deutscher Germanist.

## Leben
Nach dem Studium (1990–1995) für das Lehramt Deutsch und Musik (Sekundarstufen) an der Folkwang-Hochschule Essen bzw. an der UGH Essen, dem Studium (1995–1998) der Instrumentalpädagogik (Klavier) an der Hochschule für Musik Detmold, Abteilung Dortmund und dem Referendariat (1998–2000) in Oberhausen war er von 2000 bis 2009 Studienrat an einem Gymnasium in Solingen. Nach der Promotion 2007 an der Universität Duisburg-Essen war er von 2016 bis 2021 Universitätsprofessor (§99,1) für Didaktik des Unterrichtsfachs Deutsch an der Universität Innsbruck. Seit 2022 ist er Universitätsprofessor (§98) für Didaktik des Unterrichtsfachs Deutsch an der Universität Innsbruck.
Seine Forschungsschwerpunkte sind Verstehen, Textverstehen, literarisches Verstehen; Modellierung literarischer Rezeptionskompetenzen am Leitfaden von Jakobsons Semiotik. Untersuchung didaktischer Implikationen dieses Modells; Intermedialität, speziell Beziehungen zwischen Literatur und Musik. Intermediale Zugänge im Deutschunterricht; Faktizität und Fiktionalität in literarischen und nichtliterarischen Texten und Wertung literarischer Texte, Wertungskompetenz.

## Schriften (Auswahl)
- Literarisches Musizieren. Wege des Transfers von Musik in die Literatur bei Thomas Mann. Bielefeld 2008, ISBN 978-3-89528-681-0.
- Literarisches Verstehen. Grundlagen und didaktische Perspektiven. Berlin 2018, ISBN 3-631-75630-5.